# Samer Abou Hawwash
Samer Abou Hawwash (arabiska: سامر أبو هواش), född 1972 i Sidon, Libanon av palestinska föräldrar, är en exilpalestinsk poet, författare, översättare och journalist, sedan 2004 bosatt i Förenade arabemiraten.
Abou Hawwash tog examen från libanesiska journalistuniversitetet 1996, och har sedan 1991 publicerat poesi och artiklar i flera libanesiska tidskrifter och tidningar. Han har gett ut flera diktsamlingar och två romaner: Valentine's Day och Al Saada or Silsilat Infijarat Hazat Al Asima ("Lycka, eller: En serie explosioner skakade staden").
Han har översatt poeter som Ai, Charles Bukowski, Langston Hughes, Kim Addonizio och Robert Bly till arabiska, liksom romaner som Jack Kerouacs På drift, Yann Martels Berättelsen om Pi och Hanif Kureishis Förorternas Buddha.
Han var en av de 39 arabiska författare under 40 år som valdes ut till antologin Beirut 39, huvudprojektet när Beirut var Unescos bokhuvudstad 2009.